# キタに恋した!
キタに恋した！（キタにこいした!）【キタコイ】は、2023年4月16日（15日深夜）からHBCテレビで放送されている生活情報番組。

## 概要
室蘭市生まれ札幌市育ちのモーニング娘。OG飯田圭織が、東京で北海道にゆかりのあるスポットや店を巡るロケバラエティー。毎回アップフロントグループの後輩タレントがゲストとして出演し、HBCアナウンサーの2人がガイド役を務めている。
TVerで全国に向けて放送内容が配信されている。

## 放送時間
#1 - #48
- 日曜 0:58 - 1:28（土曜深夜2024年3月31日まで）

#49 -
- 日曜 0:28 - 0:58（土曜深夜2024年4月7日から）

## 出演者

### MC
- 飯田圭織

### 進行アシスタント
週替わり
- 波多野裕太（HBCアナウンサー）
- 本間吏成（HBCアナウンサー）

### 北海道レポーター（主に北海道通信担当）
- 紺野あさ美

2024年3月以降はキタコイメンバーが北海道レポーターを担当している

## 放送内容

### キタに恋した!

#### 2023年
| 放送回     | 放送日時                             | ゲスト                                                      | ロケ地                             | ナレーター                    | 備考     |
| ---------- | ------------------------------------ | ----------------------------------------------------------- | ---------------------------------- | ----------------------------- | -------- |
| #1         | 2023年 04月16日                      | 谷本安美（つばきファクトリー）                              | 下高井戸                           | 室谷香菜子（HBCアナウンサー） |          |
| #2         | 04月23日                             | 谷本安美（つばきファクトリー）                              | 下高井戸                           | 室谷香菜子（HBCアナウンサー） |          |
| #3         | 04月30日                             | 谷本安美（つばきファクトリー）                              | 渋谷                               | 室谷香菜子（HBCアナウンサー） |          |
| #4         | 05月07日                             | 伊勢鈴蘭（アンジュルム）                                    | 歌舞伎町                           | 室谷香菜子（HBCアナウンサー） |          |
| #5         | 05月14日                             | 伊勢鈴蘭（アンジュルム）                                    | 渋谷                               | 室谷香菜子（HBCアナウンサー） |          |
| #6         | 05月21日                             | 工藤由愛（Juice=Juice）                                     | 錦糸町                             | 室谷香菜子（HBCアナウンサー） |          |
| #7         | 05月28日                             | 工藤由愛（Juice=Juice）                                     | 江戸川区                           | 室谷香菜子（HBCアナウンサー） |          |
| #8         | 06月04日                             | 山﨑愛生（モーニング娘。）                                  | 下北沢                             | 室谷香菜子（HBCアナウンサー） |          |
| #9         | 06月11日                             | 山﨑愛生（モーニング娘。）                                  | 尾山台                             | 室谷香菜子（HBCアナウンサー） |          |
| #10        | 06月18日                             | 伊勢鈴蘭（アンジュルム）                                    | 羽田                               | 室谷香菜子（HBCアナウンサー） |          |
| #11        | 06月25日                             | 伊勢鈴蘭（アンジュルム）                                    | 羽田                               | 室谷香菜子（HBCアナウンサー） |          |
| #12        | 07月02日                             | 石栗奏美（OCHA NORMA）                                      | 自由が丘                           | 室谷香菜子（HBCアナウンサー） |          |
| #13        | 07月09日                             | 石栗奏美（OCHA NORMA）                                      | 蒲田                               | 室谷香菜子（HBCアナウンサー） |          |
| #14        | 07月16日                             | 稲場愛香（元Juice=Juice）                                   | 墨田区                             | 室谷香菜子（HBCアナウンサー） |          |
| #15        | 07月23日                             | 稲場愛香（元Juice=Juice）                                   | 浅草                               | 室谷香菜子（HBCアナウンサー） |          |
| #16        | 07月30日                             | 稲場愛香（元Juice=Juice）                                   | 浅草                               | 室谷香菜子（HBCアナウンサー） |          |
| #17        | 08月06日                             | 石栗奏美（OCHA NORMA）                                      | 丸の内                             | 室谷香菜子（HBCアナウンサー） |          |
| #18        | 08月13日                             | 石栗奏美（OCHA NORMA）                                      | 新橋、日比谷                       | 室谷香菜子（HBCアナウンサー） | [ 注 1 ] |
| #19        | 09月03日                             | 工藤由愛（Juice=Juice）                                     | 大田市場                           | 室谷香菜子（HBCアナウンサー） |          |
| #20        | 09月10日                             | 工藤由愛（Juice=Juice）                                     | トンデミ平和島                     | 室谷香菜子（HBCアナウンサー） |          |
| #21        | 09月17日                             | 佐藤優樹（元モーニング娘。）                                | 神楽坂                             | 室谷香菜子（HBCアナウンサー） |          |
| #22        | 09月24日                             | 佐藤優樹（元モーニング娘。）                                | 池袋                               | 室谷香菜子（HBCアナウンサー） |          |
| #23        | 10月01日                             | 工藤由愛（Juice=Juice）                                     | アクアパーク品川                   | 室谷香菜子（HBCアナウンサー） |          |
| #24        | 10月08日                             | 工藤由愛（Juice=Juice）                                     | カップヌードルミュージアム横浜     | 室谷香菜子（HBCアナウンサー） |          |
| #25        | 10月15日                             | 伊勢鈴蘭（アンジュルム）                                    | 築地場外市場                       | 室谷香菜子（HBCアナウンサー） | [ 注 2 ] |
| #26        | 10月22日                             | 伊勢鈴蘭（アンジュルム）                                    | チームラボプラネッツ TOKYO DMM.com | 室谷香菜子（HBCアナウンサー） |          |
| #27        | 10月29日                             | 稲場愛香（元Juice=Juice）                                   | 新大久保                           | 室谷香菜子（HBCアナウンサー） |          |
| #28        | 11月05日                             | 稲場愛香（元Juice=Juice）                                   | 蔵前                               | 室谷香菜子（HBCアナウンサー） |          |
| #29        | 11月12日                             | 山﨑愛生（モーニング娘。）                                  | 松屋銀座                           | 室谷香菜子（HBCアナウンサー） |          |
| #30        | 11月19日                             | 山﨑愛生（モーニング娘。）                                  | 銀座                               | 室谷香菜子（HBCアナウンサー） |          |
| #31        | 11月26日                             | 工藤由愛（Juice=Juice） 石栗奏美（OCHA NORMA）              | スモールワールズ                   | 室谷香菜子（HBCアナウンサー） |          |
| #32        | 12月03日                             | 工藤由愛（Juice=Juice） 石栗奏美（OCHA NORMA）              | 谷中銀座商店街                     | 室谷香菜子（HBCアナウンサー） |          |
| #33        | 12月10日                             | 工藤由愛（Juice=Juice） 石栗奏美（OCHA NORMA）              | 谷中銀座商店街                     | 室谷香菜子（HBCアナウンサー） |          |
| #34        | 12月17日                             | 稲場愛香（元Juice=Juice）                                   | 八重洲地下街                       | 室谷香菜子（HBCアナウンサー） |          |
| #35        | 12月24日                             | 稲場愛香（元Juice=Juice）                                   | 東京駅                             | 室谷香菜子（HBCアナウンサー） |          |
| #36 （SP） | 12月29日 （金曜日） （23:58 - 0:58） | 山﨑愛生（モーニング娘。） 伊勢鈴蘭（アンジュルム）         | 戸越銀座商店街                     | 室谷香菜子（HBCアナウンサー） | [ 注 3 ] |
| #36 （SP） | 12月29日 （金曜日） （23:58 - 0:58） | 佐藤優樹（元モーニング娘。） 谷本安美（つばきファクトリー） | 平井                               |                               | [ 注 3 ] |

#### 2024年
| 放送回!    | 放送日時                 | ゲスト | ロケ地               | ナレーター                    | 備考     |
| ---------- | ------------------------ | --- | -------------------- | ----------------------------- | -------- |
| #37        | 2024年 01月14日          | 【第1回キタコイグランプリ】 佐藤優樹（元モーニング娘。） 山﨑愛生（モーニング娘。） 伊勢鈴蘭（アンジュルム） 谷本安美（つばきファクトリー） |                      | 室谷香菜子（HBCアナウンサー） |          |
| #38        | 01月21日                 | 稲場愛香（元Juice=Juice） | 神田神保町           | 室谷香菜子（HBCアナウンサー） |          |
| #39        | 01月28日                 | 石栗奏美（OCHA NORMA） | 中野区               | 室谷香菜子（HBCアナウンサー） |          |
| #40        | 02月04日                 | 石栗奏美（OCHA NORMA） | 中野区               | 室谷香菜子（HBCアナウンサー） |          |
| #41        | 02月11日                 | 谷本安美（つばきファクトリー） | 日本橋               | 室谷香菜子（HBCアナウンサー） |          |
| #42        | 02月18日                 | 谷本安美（つばきファクトリー） | 日本橋人形町         | 室谷香菜子（HBCアナウンサー） |          |
| #43        | 02月25日                 | 工藤由愛（Juice=Juice） | アメ横               | 室谷香菜子（HBCアナウンサー） |          |
| #44        | 03月03日                 | 工藤由愛（Juice=Juice） | アメ横               | 室谷香菜子（HBCアナウンサー） |          |
| #45        | 03月10日                 | 稲場愛香（元Juice=Juice） | 原宿                 | 堰八紗也佳（HBCアナウンサー） |          |
| #46        | 03月17日                 | 稲場愛香（元Juice=Juice） | 奥渋谷               | 堰八紗也佳（HBCアナウンサー） |          |
| #47        | 03月24日                 | 山﨑愛生（モーニング娘。） | 月島                 | 室谷香菜子（HBCアナウンサー） |          |
| #48        | 03月31日                 | 山﨑愛生（モーニング娘。） | 月島                 | 室谷香菜子（HBCアナウンサー） |          |
| #49        | 04月07日                 | 山﨑愛生（モーニング娘。） | 秋葉原               | 室谷香菜子（HBCアナウンサー） |          |
| #50        | 04月14日                 | 石栗奏美（OCHA NORMA） | 浅草花やしき         | 室谷香菜子（HBCアナウンサー） | [ 注 4 ] |
| #51        | 04月21日                 | 石栗奏美（OCHA NORMA） | 巣鴨                 | 室谷香菜子（HBCアナウンサー） |          |
| #52        | 04月28日                 | 稲場愛香（元Juice=Juice） | 横浜中華街           | 室谷香菜子（HBCアナウンサー） |          |
| #53        | 05月05日                 | 稲場愛香（元Juice=Juice） | 横浜中華街           | 室谷香菜子（HBCアナウンサー） |          |
| #54        | 05月12日                 | 遠藤彩加里（Juice=Juice） | 有楽町               | 室谷香菜子（HBCアナウンサー） |          |
| #55        | 05月19日                 | 遠藤彩加里（Juice=Juice） | 麻布十番             | 室谷香菜子（HBCアナウンサー） |          |
| #56        | 05月26日                 | 山﨑愛生（モーニング娘。） | 東京スカイツリー     | 室谷香菜子（HBCアナウンサー） |          |
| #57        | 06月02日                 | 山﨑愛生（モーニング娘。） | 東京スカイツリー     | 室谷香菜子（HBCアナウンサー） |          |
| #58        | 06月09日                 | 伊勢鈴蘭（アンジュルム） | IKEA                 |                               |          |
| #59        | 06月16日                 | 伊勢鈴蘭（アンジュルム） | 新宿中村屋           | 堀内美里（HBCアナウンサー）   |          |
| #60        | 06月23日                 | 石栗奏美（OCHA NORMA） | お茶の水             | 堀内美里（HBCアナウンサー）   |          |
| #61        | 06月30日                 | 石栗奏美（OCHA NORMA） | 三軒茶屋             | 室谷香菜子（HBCアナウンサー） |          |
| #62        | 07月07日 （0:38 - 1:08） | 稲場愛香（元Juice=Juice） | 東京湾               | 室谷香菜子（HBCアナウンサー） |          |
| #63        | 07月14日 （0:38 - 1:08） | 稲場愛香（元Juice=Juice） | 東京湾               | 室谷香菜子（HBCアナウンサー） |          |
| #64        | 07月21日 （0:38 - 1:08） | 稲場愛香（元Juice=Juice） | 新橋                 | 室谷香菜子（HBCアナウンサー） | [ 注 5 ] |
| #65        | 08月11日 （0:38 - 1:08） | 谷本安美（つばきファクトリー） | 原宿                 | 室谷香菜子（HBCアナウンサー） |          |
| #66        | 08月18日                 | 谷本安美（つばきファクトリー） | 原宿                 | 室谷香菜子（HBCアナウンサー） |          |
| #67        | 08月25日                 | 伊勢鈴蘭（アンジュルム） | 豊洲 千客万来        | 室谷香菜子（HBCアナウンサー） |          |
| #68        | 09月01日                 | 伊勢鈴蘭（アンジュルム） | 豊洲 千客万来        | 室谷香菜子（HBCアナウンサー） |          |
| #69        | 09月08日                 | 工藤由愛（Juice=Juice） | 柴又                 | 世永聖奈（HBCアナウンサー）   |          |
| #70        | 09月15日                 | 工藤由愛（Juice=Juice） | 新宿駅               | 堀内美里（HBCアナウンサー）   |          |
| #71        | 09月22日                 | 谷本安美（つばきファクトリー） | 横浜元町             | 堀内美里（HBCアナウンサー）   |          |
| #72        | 09月29日                 | 谷本安美（つばきファクトリー） | 新横浜ラーメン博物館 | 室谷香菜子（HBCアナウンサー） |          |
| #73        | 10月06日                 | 遠藤彩加里（Juice=Juice） | 恵比寿               | 室谷香菜子（HBCアナウンサー） |          |
| #74        | 10月13日                 | 遠藤彩加里（Juice=Juice） | 広尾                 | 室谷香菜子（HBCアナウンサー） |          |
| #75        | 10月20日                 | 工藤由愛（Juice=Juice） | 両国                 | 室谷香菜子（HBCアナウンサー） |          |
| #76        | 10月27日 （0:53 - 1:23） | 工藤由愛（Juice=Juice） | 両国・蔵前           | 室谷香菜子（HBCアナウンサー） |          |
| #77        | 11月03日                 | 稲場愛香（元Juice=Juice） | 清澄白河             | 室谷香菜子（HBCアナウンサー） |          |
| #78        | 11月10日                 | 稲場愛香（元Juice=Juice） | 門前仲町             | 室谷香菜子（HBCアナウンサー） |          |
| #79        | 11月17日 （0:58 - 1:28） | 佐藤優樹（元モーニング娘。） | 十条銀座商店街       | 室谷香菜子（HBCアナウンサー） |          |
| #80        | 11月24日 （0:58 - 1:28） | 佐藤優樹（元モーニング娘。） | お札と切手の博物館   | 室谷香菜子（HBCアナウンサー） |          |
| #81        | 12月01日                 | 稲場愛香（元Juice=Juice） | 蒲田                 | 室谷香菜子（HBCアナウンサー） |          |
| #82        | 12月08日                 | 稲場愛香（元Juice=Juice） | 羽田空港             | 室谷香菜子（HBCアナウンサー） |          |
| #83        | 12月15日                 | 稲場愛香（元Juice=Juice） | 羽田空港             | 室谷香菜子（HBCアナウンサー） |          |
| #84 （SP） | 12月22日 （0:28 - 1:28） | 【ビストロキタコイ】 稲場愛香（元Juice=Juice） 工藤由愛（Juice=Juice） 遠藤彩加里（Juice=Juice） 谷本安美（つばきファクトリー）             | アメ横・松坂屋上野店 | 室谷香菜子（HBCアナウンサー） | [ 注 8 ] |

#### 2025年
| 放送回 | 放送日時        | ゲスト | ロケ地         | ナレーター                    | 備考     |
| ------ | --------------- | --- | -------------- | ----------------------------- | -------- |
| #85    | 2025年 01月12日 | 【第2回キタコイグランプリ】 稲場愛香（元Juice=Juice） 工藤由愛（Juice=Juice） 遠藤彩加里（Juice=Juice） 谷本安美（つばきファクトリー） |                | 室谷香菜子（HBCアナウンサー） |          |
| #86    | 01月19日        | 伊勢鈴蘭（アンジュルム） | 銀座           | 室谷香菜子（HBCアナウンサー） |          |
| #87    | 01月26日        | 伊勢鈴蘭（アンジュルム） | 東銀座         | 室谷香菜子（HBCアナウンサー） |          |
| #88    | 02月02日        | 山﨑愛生（モーニング娘。） | 中目黒         | 室谷香菜子（HBCアナウンサー） |          |
| #89    | 02月09日        | 山﨑愛生（モーニング娘。） | 外苑エリア     | 室谷香菜子（HBCアナウンサー） |          |
| #90    | 02月16日        | 谷本安美（つばきファクトリー） | 湯島           | 室谷香菜子（HBCアナウンサー） |          |
| #91    | 02月23日        | 谷本安美（つばきファクトリー） | 上野公園       | 室谷香菜子（HBCアナウンサー） |          |
| #92    | 03月02日        | 山﨑愛生（モーニング娘。） | MIYASHITA PARK | 室谷香菜子（HBCアナウンサー） |          |
| #93    | 03月09日        | 山﨑愛生（モーニング娘。） | 渋谷           | 室谷香菜子（HBCアナウンサー） |          |
| #94    | 03月16日        | 山﨑愛生（モーニング娘。） | 東京タワー     | 室谷香菜子（HBCアナウンサー） |          |
| #95    | 03月23日        | 山﨑愛生（モーニング娘。） | 東京タワー     | 室谷香菜子（HBCアナウンサー） |          |
| #96    | 03月30日        | 遠藤彩加里（Juice=Juice） | KITTE丸の内    | 室谷香菜子（HBCアナウンサー） |          |
| #97    | 04月06日        | 遠藤彩加里（Juice=Juice） | 丸の内         | 室谷香菜子（HBCアナウンサー） |          |
| #98    | 04月13日        | 稲場愛香（元Juice=Juice） | 新宿西口駅     | 室谷香菜子（HBCアナウンサー） | [ 注 9 ] |
| #99    | 04月20日        | 稲場愛香（元Juice=Juice） | 新宿駅東口     | 室谷香菜子（HBCアナウンサー） |          |
| #100   | 04月27日        | 工藤由愛（Juice=Juice） | 秋葉原         | 室谷香菜子（HBCアナウンサー） |          |
| #101   | 05月04日        | 工藤由愛（Juice=Juice） | 秋葉原         | 室谷香菜子（HBCアナウンサー） |          |
| #102   | 05月11日        | 谷本安美（つばきファクトリー） | 明治神宮       | 室谷香菜子（HBCアナウンサー） |          |
| #103   | 05月18日        | 谷本安美（つばきファクトリー） | 下北沢         | 室谷香菜子（HBCアナウンサー） |          |
| #104   | 05月25日        | 稲場愛香（元Juice=Juice） | 浅草           | 室谷香菜子（HBCアナウンサー） |          |
| #105   | 06月01日        | 稲場愛香（元Juice=Juice） | 浅草           | 室谷香菜子（HBCアナウンサー） |          |
| #106   | 06月08日        | 山﨑愛生（モーニング娘。） | 亀有           | 室谷香菜子（HBCアナウンサー） |          |
| #107   | 06月15日        | 山﨑愛生（モーニング娘。） | 亀有           | 室谷香菜子（HBCアナウンサー） |          |
| #108   | 06月22日        | 谷本安美（つばきファクトリー） | 新大久保       | 室谷香菜子（HBCアナウンサー） |          |
| #109   | 06月29日        | 谷本安美（つばきファクトリー） | 早稲田         | 室谷香菜子（HBCアナウンサー） |          |

### キタコイ

#### 2025年
| 放送回 | 放送日時                 | ゲスト                                                 | ロケ地   | リポーター                  | ナレーター                    | 備考 |
| ------ | ------------------------ | ------------------------------------------------------ | -------- | --------------------------- | ----------------------------- | ---- |
| #110   | 2025年 07月06日          | 稲場愛香（元Juice=Juice） 保田隆明（慶應義塾大学教授） | 函館市   | 堀内美里（HBCアナウンサー） | 堰八紗也佳（HBCアナウンサー） |      |
| #111   | 07月13日 （1:33 - 2:03） | 稲場愛香（元Juice=Juice） 保田隆明（慶應義塾大学教授） | 函館市   | 堀内美里（HBCアナウンサー） | 堰八紗也佳（HBCアナウンサー） |      |
| #112   | 07月20日                 | 稲場愛香（元Juice=Juice） 保田隆明（慶應義塾大学教授） | 安平町   | ｰ                           | 堰八紗也佳（HBCアナウンサー） |      |
| #113   | 07月27日                 | 稲場愛香（元Juice=Juice） 保田隆明（慶應義塾大学教授） | 安平町   | 森結有花（HBCアナウンサー） | 堰八紗也佳（HBCアナウンサー） |      |
| #114   | 08月03日                 | 譜久村聖（元モーニング娘。） 松崎泰弘（大正大学教授）  | 東神楽町 | 松尾香奈（HBCアナウンサー） | 金城茉里奈（HBCアナウンサー） |      |
| #115   | 08月17日                 | 譜久村聖（元モーニング娘。） 松崎泰弘（大正大学教授）  | 白老町   | 松尾香奈（HBCアナウンサー） | 金城茉里奈（HBCアナウンサー） |      |